# Pseudopilinurgus aciculatus
Pseudopilinurgus aciculatus är en skalbaggsart som beskrevs av Moser 1918. Pseudopilinurgus aciculatus ingår i släktet Pseudopilinurgus och familjen Cetoniidae. Inga underarter finns listade i Catalogue of Life.